# Cana n.º 214
Cana n.º 214 es un municipio rural canadiense situado en la provincia de Saskatchewan.

## Superficie
Cana n.º 214 tiene una superficie de 813,42 km².

## Demografía
En 2021, tenía 904 habitantes, una densidad poblacional de 1,1 hab./km², y 381 viviendas.